# Зук, Самуэль
Самуэль Косцюшко Зук (англ. Samuel Kosciuszko Zook) (27 марта 1821 — 3 июля 1863) — американский военный, бригадный генерал армии Союза во время гражданской войны в США. Погиб в сражении при Геттисберге.

## Ранние годы
Зук родился в пенсильванском городке Тедиффин, в округе Честер, в семье Дэвида и Элеоноры Стивенс Зук. Ещё в детстве он переехал в дом бабушки по матери в Велли-Фордж, место, где часто стоял зимним лагерем Джордж Вашингтон в годы войны за независимость (так наз. лагерь Велли-Фордж). Это пробудило в нём интерес к военному делу Его отец, Дэвид Зук, в годы той войны был майором, что так же оказало влияние на Самуэля. Когда он стал способен обращаться с мушкетом, то сразу вступил в местное ополчение. В 19 лет он стал лейтенантом пенсильванского ополчения.
Зук занялся телеграфным делом и стал профессиональным оператором телеграфа и работал с организациями, который занимались проводкой телеграфных проводов на запад до реки Миссисипи. В 1846 или 1851 году он переехал в Нью-Йорк и стал суперинтендантом компании «Washington and New York Telegraph Company». Он сделал несколько открытий в области электричества, чем заслужил хорошую репутацию в этой области. Так же он вступил в 6-й Нью-Йоркский полк (Governor’s Guard) ополчения. К началу Гражданской войны он дослужился до звания подполковника.

## Гражданская война

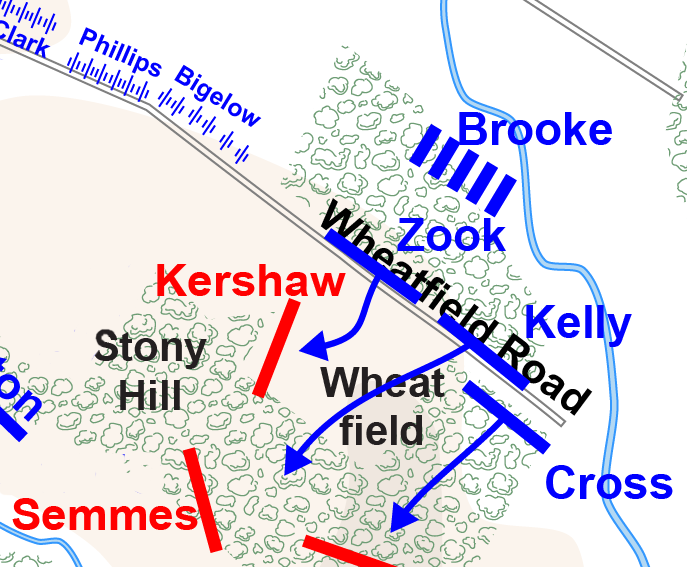
Атака бригады Зука на поле Уитфилд

6-й Нью-Йоркский в начале войны стал одним из полков 90-дневного ополчения. Зук некоторое время служил военным губернатором Аннаполиса и воспользовался связями, чтобы получить разрешение на формирование своего собственного полка. Он уволился из ополчения и набрал 57-й Нью-Йоркский пехотный полк («National Guard Rifles») и 19 октября 1861 года стал его полковником.
Полк Зука был включен в дивизию Эдвина Самнера, в бригаду Уильяма Френча, и впервые был задействован в бою во время Семидневной битвы. Перед сражением при Малверн-Хилл Зук лично провел рекогносцировку позиций противника и выяснил, что на участке дивизии Джона Магрудера гораздо меньше войск, чем предполагалось. Зук сообщил об этом командованию, но на его донесение не обратили внимания и не сделали должных выводов.
После той кампании Зук был вынужден уйти в отпуск по состоянию здоровья и по этой причине пропустил Мерилендскую кампанию. Когда он вернулся в армию, ему поручили командовать бывшей бригадой Френча (3-й бригадой 1 дивизии II Корпуса) в дивизии Хэнкока. Бригада одной из первых пришла к Фредериксбергу в декабре 1862 года и Зук хотел как можно быстрее перейти реку, но командование не дало согласия на переправу до полной концентрации армии и подвоза понтонов, из-за чего было утеряно ценное время. Впоследствии, 10 декабря, Зук писал: «Если бы понтоны были на месте к моменту нашего прихода, мы бы заняли высоты на противоположном берегу потеряв не более 50 человек, а теперь это обойдется нам как минимум в 10 000 человек, если не больше». За то время, что ожидались понтоны, Зук служил военным губернатором Фалмута. В это время его бригада состояла из шести полков:
- 27-й Коннектикутский пехотный полк: полковник Ричард Боствик
- 2-й Делаверский пехотный полк: полковник Уильям Бэйли
- 52-й Нью-Йоркский пехотный полк: полковник Пол Фрэнк
- 57-й Нью-Йоркский пехотный полк: подполковник Элфорд Чэпман
- 66-й Нью-Йоркский пехотный полк: подполковник Джеймс Булл
- 53-й Пенсильванский пехотный полк: полковник Джон Брук

Когда 13 декабря началось сражение при Фредериксберге, на штурм высот Мари была послана сначала дивизия Френча, а затем дивизия Хэнкока. Бригада Зука наступала в первой линии дивизии. Под Зуком была убита лошадь, но он остался во главе бригады и смог подвести её на 60 метров к позиция противника, продвинувшись дальше всех прочих бригад. В этом атаке его бригада потеряла 527 человек. Хэнкок хорошо отозвался о действиях бригады в этом бою. Зук потом писал, что если и теперь не получит генеральского звания, то покинет армию. В итоге в марте 1863 года ему присвоили звание бригадного генерала задним числом от 29 ноября 1862 года.
В апреле 1863 года в дивизии Хэнкока была сформирована новая 4-я бригада, которую возглавил один из полковников бригады Зука и куда перевели два полка из бригады Зука: 27-й Коннектикутский и 2-й Делаверский.
В мае 1863 года во время сражения при Чанселорсвилле бригада Зука находилась на оборонительной позиции у дома Чанселлора фронтом на восток, и по этой причине её потери были относительно невелики: бригада потеряла 188 человек. После сражения у Зука начались сильные приступы ревматизма, и он взял отпуск по состоянию здоровья и уехал в Вашингтон Он вернулся в бригаду только в конце июня, в ходе геттисбергской кампании. В это время командование дивизией перешло от Хэнкока к Джону Колдуэллу.

### Геттисбергская кампания
К началу геттисбергской кампании бригада Зука состояла из четырёх полков:
- 52-й Нью-Йоркский полк: подполковник Чарльз Фройденберг
- 57-й Нью-Йоркский полк: подполковник Элфорд Чэпман
- 66-й Нью-Йоркский полк: полковник Орландо Моррис
- 140-й Нью-Йоркский полк: полковник Ричард Робертс

Дивизия Колдуэлла прибыла к Геттисбергу утром 2 июля и заняла позиции на левом фланге II корпуса. Когда III корпус Потомакской армии оказался в трудном положении, генерал Хэнкок приказал Колдуэллу идти на усиление III корпуса и Колдуэлл повёл свою дивизию на юг. Когда дивизия шла мимо фермы Тростла, офицер из штаба III корпуса приказал Зуку поступить в распоряжение III корпуса и направил его к полю Уитфилд. В итоге бригада Зука пришла туда же, куда и вся дивизия, но под руководством офицера III корпуса.

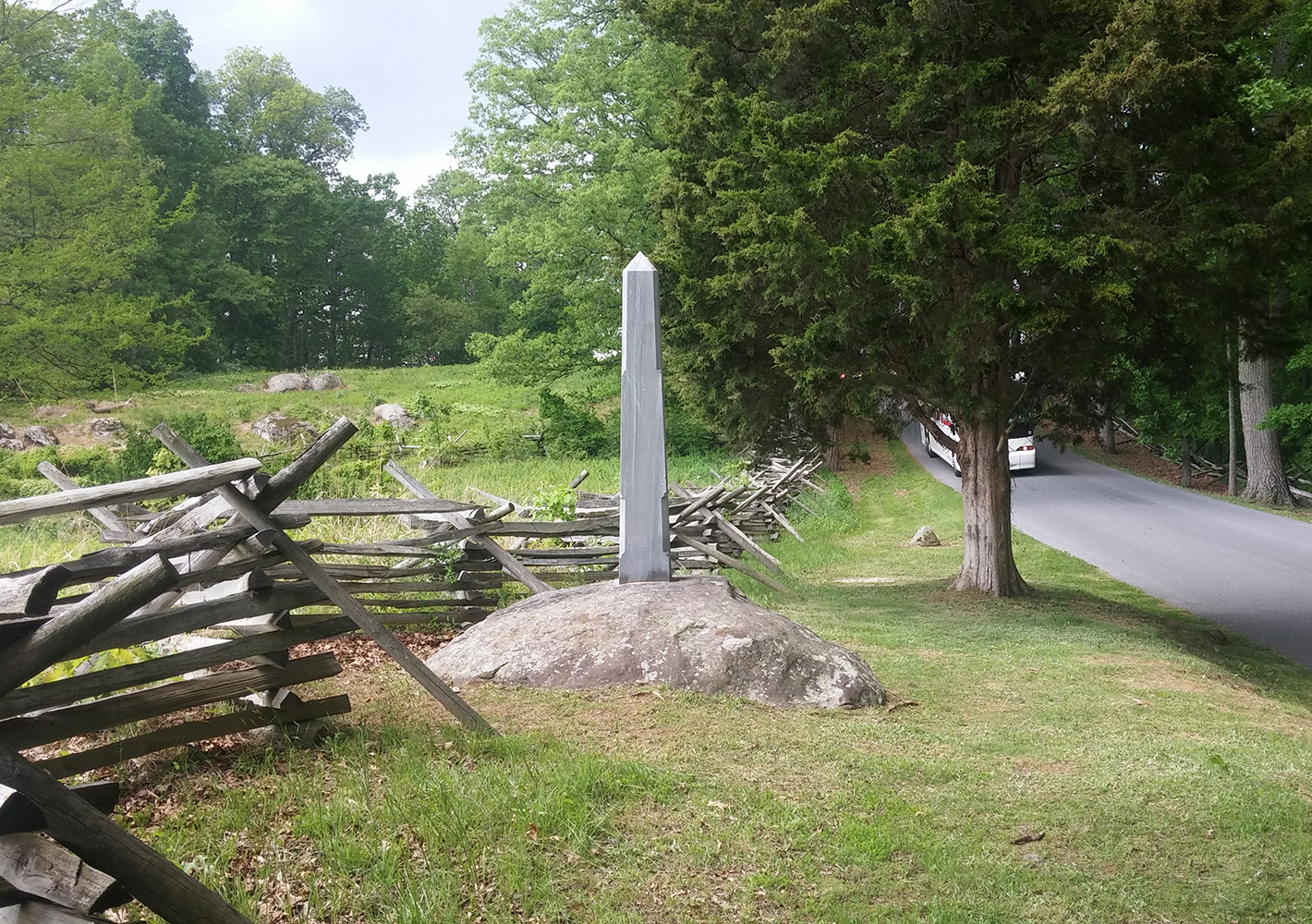
Монумент на месте гибели Зука на Уитфилде.

В это время как раз отступала дивизия генерала Барнса. Колдуэлл развернул свои бригады в боевую линию, при этом бригада Зука оказалась на правом фланге дивизии, левее — ирландская бригада Келли, а ещё левее — бригада Кросса. Зук повёл бригаду в наступление на Каменистый холм, который в это время был занят 3-м и 7-м южнокаролинскими полками бригады Джозефа Кершоу. В самом начале этого наступления Зук был ранен пулями в плечо, грудь и живот. Его вынесли в тыл, где он умер на следующий день.
Останки Зука отправили к его семье в Вели-Форж, а затем в Нью-Йорк, где гроб с телом был поставлен в Сити-Холле. 13 июля 1863 года похоронная процессия проследовала к бруклинскому кладбищу Гринвуд-Семетери. По неизвестной причине тело так и не было захоронено в Гринвуд-Семетери, а вместо этого отправлено по воде в Норристаун (Пенсильвания), и 5 февраля 1864 года захоронено на кладбище Монтгомери-Семетери.
9 октября 1867 года Зук посмертно получил временное звание генерал-майора за храбрость под Геттисбергом.